# 최윤정 (기자)
최윤정(1982년 7월 21일 ~ )은 대한민국의 TV조선 보도본부인 기자이다.

## 학력
- 중앙대학교 졸업
- 고려대학교 언론대학원 석사과정 재학중

## 경력
- 2009년 SBS CNBC 아나운서
- 2012년 TV조선 보도본부 기자
- TV조선 경제산업부 기자

## 진행

### TV
- 2010년 SBS 생활경제 연예뉴스
- 2010년 SBS CNBC 파워런치
- TV조선 뉴스 12
- 뉴스와이드 참
- TV조선 주말뉴스 토
- TV조선 뉴스 (930)
- 사건파일 24